# Müllensiepen
Müllensiepen ist eine Ortschaft von Wipperfürth im Oberbergischen Kreis im Regierungsbezirk Köln in Nordrhein-Westfalen (Deutschland).

## Lage und Beschreibung
Der Ort Müllensiepen liegt im Norden von Wipperfürth am „Stooter Arm“ der Bevertalsperre nahe der Stadtgrenzen zu Hückeswagen und Radevormwald. Nachbarorte sind Levenhausen, Güttenhausen, Kleinhöhfeld, Großhöhfeld und Hasenburg. Das durch den Ort verlaufende Gewässer Müllensiepen entspringt 160 m südlich vom Ortsrand und mündet bei Güttenhausen in die Bever.
Politisch wird der Ort durch den Direktkandidaten des Wahlbezirks 17.2 (172) Egen im Rat der Stadt Wipperfürth vertreten.

## Geschichte
1487 wird der Ort erstmals unter der Bezeichnung „Moelen Syffen“ in einer Darlehensliste für Herzog Wilhelm III von Berg aufgeführt. Die Karte Topographia Ducatus Montani aus dem Jahre 1715 zeigt zwei Höfe und bezeichnet sie mit „Müllensiepen“.
Am heutigen Stauende der Bevertalsperre lag am Stooter Arm eine zu Müllensiepen gehörende Getreidemühle. Die mit Wasserkraft betriebene Getreidemühle ist bereits in der Topographische Aufnahme der Rheinlande von 1825 mit einem Mühlensymbol verzeichnet. Die amtliche topografische Karte von 1927 zeigt letztmals das Mühlensymbol an einem Gebäudegrundriss mit oberhalb gelegenem Teich.
Eine von der Radevormwalder Ortschaft Ispingrade bis ins Horpetal bei Lindlar verlaufende Landwehrlinie führt westlich des Ortes vorbei. Der Abschnitt von Ispingrade bis nach Stoote, auch als Hückeswagener Landwehr bezeichnet, stammt aus dem letzten Drittel des 13. Jahrhunderts. Sie schützte das seit 1260 durch Kauf bergisch gewordene Landgericht und Kirchspiel Hückeswagen vor Einfällen aus dem noch kurkölnischen Landgericht Radevormwald. Ab Anfang des 14. Jahrhunderts gehörte Radevormwald ebenfalls zum bergischen Territorium. Dadurch verschoben sich die bergischen Grenzen bis zu 10 km nach Osten. Die Hückeswagener Landwehr und ihre vermutlich im 14. Jahrhundert entstandene Fortsetzung bis zum Horpetal hin, dienten nun als Binnen-Schutzwehr hinter der bergisch-märkischen Grenze.

## Busverbindungen
Die Bushaltestelle Hasenburg der Linie 337 (VRS/OVAG) stellt die Anbindung an den öffentlichen Personennahverkehr her.

## Wanderwege
Der Ortsrundwanderweg A3 führt an der Ortschaft vorbei.
Der Bever-Rundweg führt durch die Ortschaft.